# Мбурао
Мбурао (фр. Mbourao) — деревня и супрефектура в Чаде, расположенная на территории региона Западное Майо-Кеби. Входит в состав департамента Майо-Биндер.

## История
В отдельную административную единицу Мбурао был выделен 4 сентября 2012 года.

## Географическое положение
Деревня находится в юго-западной части Чада, на правом берегу сезонно пересыхающей реки Майо-Ганре (приток реки Майо-Кеби), на высоте 311 метров над уровнем моря.
Мбурао расположен на расстоянии приблизительно 248 километров к юго-юго-западу (SSW) от столицы страны Нджамены.

## Транспорт
Ближайший аэропорт расположен в городе Фианга.